# Tragedy (Julia Holter)
Tragedy è un album in studio di Julia Holter, pubblicato dalla Leaving Records il 30 agosto 2011.

## Composizione e pubblicazione
Holter registrò Tragedy servendosi di strumenti elettronici in quanto non disponeva di abbastanza denaro per pagare dei musicisti di supporto.
Tragedy è un ambizioso progetto ispirato alla commedia teatrale Ippolito di Euripide ed è composto da otto tracce di pop e musica d'autore sperimentali oniriche ed esoteriche che, contrapponendo tra loro tecniche sonore diverse, spaziano tra la musica d'ambiente, la drone music e il rumorismo. Secondo un articolo di Pitchfork, l'album richiama il sound austero di «Laurie Anderson, Grouper e Meredith Monk».
La prima edizione dell'album, uscita il 30 agosto del 2011, contiene sei tracce. Molte delle riedizioni successive ne contengono invece otto in quanto i brani Try to Make Yourself a Work of Art e Celebration vennero scissi in due parti.

## Accoglienza
| Recensione     | Giudizio |
| -------------- | -------- |
| The List       |          |
| Pitchfork      |          |
| Piero Scaruffi |          |
| Ondarock       |          |

Tragedy venne accolto positivamente dalla critica che, alla data di uscita del disco, giudicò Holter un'artista di musica d'avanguardia innovativa. Mike Powell di Pitchfork sostiene che Holter «ha realizzato un album sognante e intenso nel quale, esattamente come accade in molta ottima musica contemporanea, riesce a sintetizzare le tradizioni a cui si ispira in modo innovativo o, quantomeno, artistico.» Piero Scaruffi considera Tragedy uno dei migliori album del decennio. Ondarock ritiene che sia «un'avventura musicale assolutamente intrigante.»

## Formazione
- Julia Holter – strumentazione elettronica

## Tracce
1. Try to Make Yourself a Work of Art – 10:04
2. The Falling Age – 9:14
3. Goddess Eyes – 3:25
4. Celebration – 12:14
5. So Lillies – 7:19
6. Tragedy Finale – 8:05